# معركة إرون
ّ
معركة إرون هي معركة حاسمة من عمليات حملة غيبوثكوا خلال الحرب الأهلية الإسبانية، قبل بدء هجوم الشمال. تكمن الحقيقة الحاسمة في أنه من بعد الاستيلاء على إرون، انقطعت طرق الاتصال البري مع فرنسا، مما قلل بشكل كبير توريد الأسلحة إلى المقاطعات الشمالية (غيبوثكوا وبيسكاي وسانتاندير وأشتورية) الذي ظلت وفية للجمهورية.

## البداية
بعد الانتفاضة العسكرية في 18 يوليو واستسلام ثكنات لويولا، ظلت مقاطعة غيبوثكوا وفية تمامًا للجمهورية. ومع ذلك حاول مولا منذ اليوم الأول إرسال طوابير للسيطرة على المقاطعة وقطع الاتصال بالحدود الفرنسية. وبعد فشل المتمردين في سان سباستيان اختفت إمكانية الغزو السريع، وفي غياب القوات (سواء من الحكومة أو من مولا) استقر الوضع.
كان الشريط الشمالي الذي ظل موالياً للحكومة الجمهورية معزولاً جغرافياً وسياسياً عن بقية الأراضي الجمهورية، لذلك كان على السلطات الجمهورية في تلك المنطقة أن تتصرف بمفردها. بالإضافة إلى ذلك كان من الصعب جدًا الحصول على تعزيزات من المنطقة الوسطى، وخاصة في الأيام الأولى من الحرب، حيث تفككت الدولة الجمهورية بين التمرد العسكري والوضع الثوري الذي حدث بالتوازي.

## المواجهة بين المتحاربين
تقع إرون على الساحل الشمالي الشرقي لإسبانيا، بين الحدود الفرنسية وسان سيباستيان معقل الكارليين، وشكلت نقطة حاسمة للاتصالات مع فرنسا وبقية إسبانيا. فقد كانت الممر الوحيد في المنطقة الشمالية الخاضعة لسيطرة الجمهوريين مع فرنسا. أما المنطقة الشرقية من مقاطعة غيبوثكوا فقد دافعت عنها قوة أكثر من 2000 رجل مقسمة بين أفراد عسكريين جمهوريين، وكتائب من عمال المناجم الأستوريين بالإضافة إلى ميليشيات الباسك الفوضوية والشيوعية والقومية الباسكية (PNV). وكانوا مسلحين بشكل سيئ، وبالكاد كانت لديهم مدفعية، عدا عن الغياب التام للطيران الحكومي.
من ناحية أخرى لم تكن القوات المتمردة في المنطقة أكبر حجما، إلا أنها كانت مدعومة بمدفعية عيار 155 ملم، ودبابات ألمانية خفيفة، وقاذفات قنابل يونكرز جو 52. كانت القوات التي كان مولا قد تألفت من وحدات عسكرية محترفة من 700 من الفيلق الإسباني، ومن القوات الكارلية، وهي ميليشيات على عكس الميليشيات الموجودة في المنطقة الجمهورية، فقد كان لها تدريب عسكري قبل الحرب.

## اندلاع المعركة

### الهجوم على غيبوثكوا

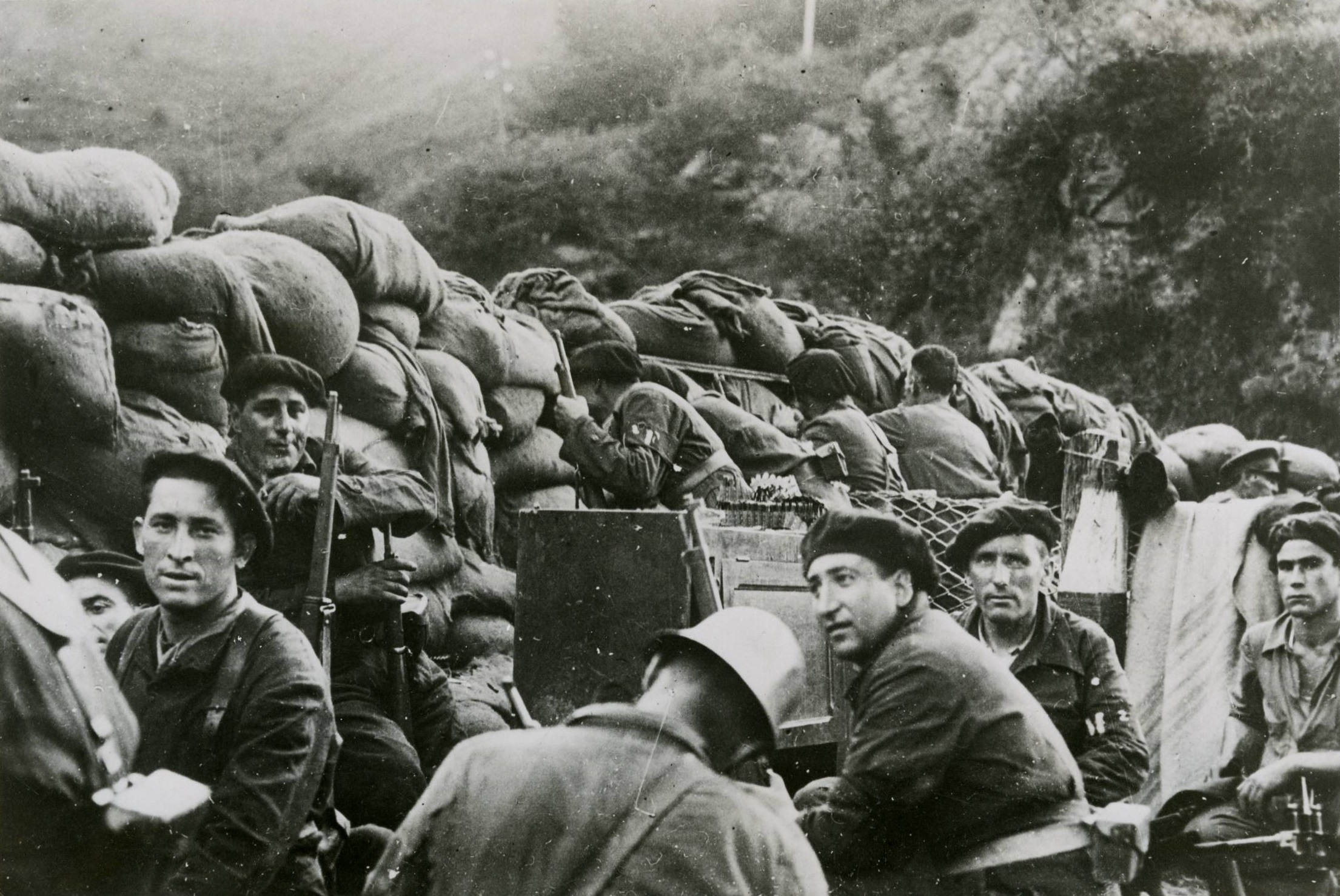
مدنيون مسلحون من الجانب الجمهوري يحتمون خلف أكياس الرمل.

في 11 أغسطس تعرضت المدينة للقصف من القاذفات يونكرز الألمانية، وكذلك من سفن أسطول كانتابريا الذي تمكن المتمردون من تنظيمه لإغلاق موانئ المنطقة الجمهورية. أثارت تلك الهجمات غضب رجال الميليشيات، فقاموا انتقاما لذلك بقتل القلة من العسكريين واليمينيين الذين احتجزوا في حصن غوادالوبي منذ انتفاضة 18 يوليو، بموافقة السلطات الجمهورية ولا مبالتها. وفي نافارا أعاد مولا تنظيم قواته وخطط للهجوم النهائي على غيبوثكوا.
قاد المقدم ألفونسو بورليغي القوات المتمردة وطوابير ريغيتا في تقدمه نحو إرون. فشنت كتيبته هجومها الأول على المدينة في 9 أغسطس، إلا أن الميليشيات الشعبية بقيادة الشيوعي مانويل كريستوبال إراندونيا صدته بقوة، ومعها حرس الحدود بقيادة الملازمين غوميز وأورتيجا. وفي 27 أغسطس بدأت قوات التمرد هجومها النهائي ضد إرون، التي كان طريقها مفتوحًا عمليًا بعد احتلال المواقع الرئيسية في تولوسا وتلة بيكوكيتا.

### معركة سان مارسيال
وصلت قوات بورليغي يوم 27 أغسطس إلى حصن سان مارسيال على ضواحي المدينة، وكانت المقاومة الجمهورية قوية لدرجة أن قوات بورليغي قد حيدت: حيث وصل القتال إلى اشتباكات بالأيدي والأسلحة البيضاء. ومع ذلك فقد تعرضت القوات الجمهورية لضغوط شديدة بسبب نقص الأسلحة والإمدادات، بعد إغلاق الحدود الفرنسية يوم 8 أغسطس، ولم يكن لدى حكومة الباسك الوليدة احتياطيات من الذهب لشراء الأسلحة. دافع عمال المناجم الأستوريون والميليشيات الفوضوية عن الحصن لعدة أيام أمام هجمات المتمردين وضرب المدفعية والطيران القوي. عندما نفدت الذخيرة عند الحامية، ألقوا الديناميت والحجارة على المهاجمين. لكن الموقع سقط أخيرًا في 2 سبتمبر، وهي حقيقة قضت على الدفاع عن المدينة.

### القتال في إرون

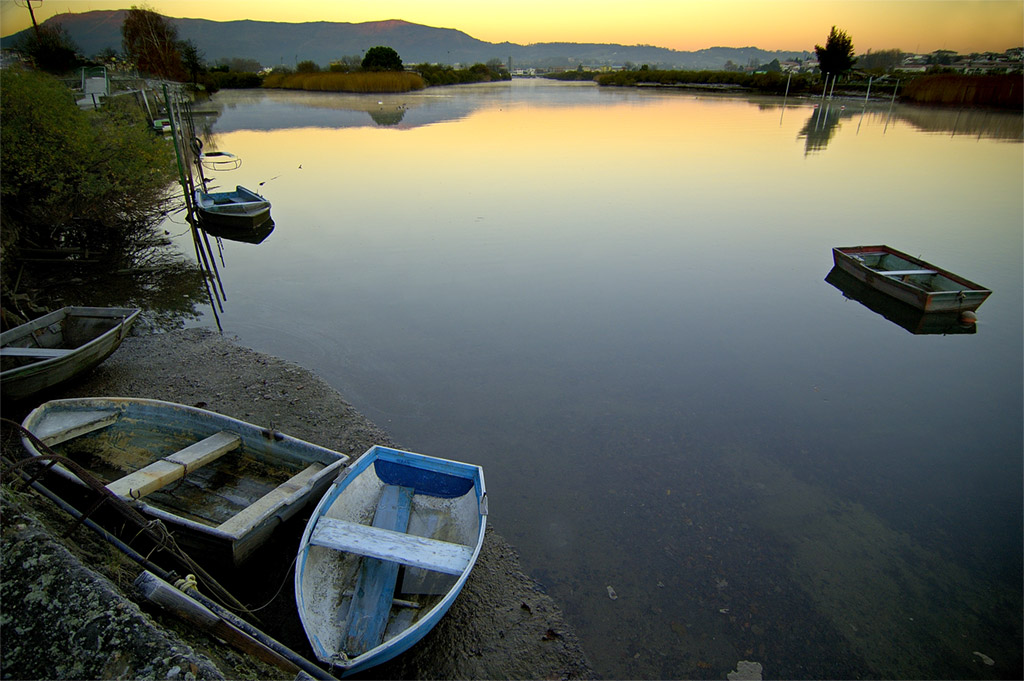
نهر بيداسوا، الحدود الطبيعية بين إسبانيا وفرنسا.

استمر القتال في ضواحي المدينة لعدة أيام على الرغم من ضعف الجمهوريين، حيث دافعوا عن أنفسهم بإصرار لأنهم يعلمون أنه إذا تمكن المتمردون من احتلال ممر إرون - سان سباستيان، فسيكون من الصعب للغاية الحفاظ على باقي مدن الباسك. وصلت عمليات إطلاق النار الكثيفة إلى ذروتها عندما اقتربوا من الجسر الدولي والحدود الفرنسية، حيث منع بورليغي إطلاق النار تجاه الشمال والشرق خوفًا من وصول الرصاص إلى الأراضي الفرنسية وإثارة صراع دبلوماسي. وعندما غادر الجمهوريون المدينة، أضرمت عدة مجموعات من الميليشيات الأناركية النار في عدد كبير من المباني لتدمير أي شيء يمكن أن يساعد المجهود الحربي للمتمردين بتطبيق سياسة الأرض المحروقة. وانتقد القوميون الباسك هذا الإجراء بشدة وحاولت بعض الكتائب القومية منع هذا الإجراء في أماكن عديدة بالمدينة. وفي 5 سبتمبر سقطت المدينة أخيرًا في أيدي القوات المتمردة، وتحقق الهدف العظيم لمولا وهو تقرير هجوم الشمال.
نظرًا لحالة الدمار التي كانت فيها المدينة، استخدم المتمردون في مناسبات عديدة مثال إرون لكشف همجية الجمهوريين في انسحابهم خلال فترة الحرب. والحقيقة أن هذا الإحراق قد أثار جدلًا كبيرًا داخل الجانب الجمهوري، وحالت كتائب الباسك دون تكرار تلك الأعمال فترة الحرب في إقليمها. ومن ناحية أخرى حقق بورليغي هدفه الكبير، إلا إنه أصيب برصاص قناص عندما دخل المدينة وكان يتفقد المنطقة الحدودية. على الرغم من أنه لم يكن جرحًا عميقًا إلا أنه رفض علاجها، مما عرض الجرح للغرغرينا، ومات بعد بضعة أسابيع. وقد فر الآلاف من المدنيين والميليشيات في حالة ذعر على حياتهم عبر نهر بيداسوا إلى فرنسا مع دخول القوات المتمردة إلى المدينة. ثم توجهت الكتائب غربًا نحو سان سيباستيان، حيث واجهت بعض المقاومة في حصن سان ماركوس بمنتصف الطريق.

## النتائج
مثٌل سقوط إرون ضربة قاسية للجمهورية، خصوصا في المنطقة الشمالية التي ظلت مخلصة، لأنها أغلقت كل الطرق البرية مع فرنسا وتركتها في عزلة شديدة أكثر مما كانت عليه. لذلك قررت الدفاع عن سان سباستيان أيضًا، ولكنها تعد ساقطة بسقوط إرون في 12 سبتمبر بسبب عدم وجود دفاعات طبيعية. ومع ذلك بعد سقوط العاصمة، تباطأ تقدم المتمردين أمام مقاومة شديدة للجمهوريين. وفي 12 أكتوبر أمر مولا بوقف كل تقدم مع إبقاء كل غيبوثكوا تحت الاحتلال.